# A Way Out
A Way Out — компьютерная игра в жанре action-adventure, разработанная студией Hazelight Studios и изданная компанией Electronic Arts. Это вторая видеоигра от Юсефа Фареса, после Brothers: A Tale of Two Sons. A Way Out была анонсирована на E3 2017. Игра доступна только в локальном или совместном онлайн режиме между двумя игроками без режима одиночной игры. В начале 2018 года игра попала в топ-10 самых ожидаемых игр по мнению «Газета.ru». Игра выпущена на платформах PlayStation 4, Xbox One и Windows 23 марта 2018 года.

## Игровая механика
A Way Out — это компьютерная игра в жанре action-adventure от третьего лица. Игра разработана для многопользовательской игры с поддержкой разделения экрана — это значит, что для игры необходимо играть с другим человеком по локальной сети или в онлайн режиме.
По ходу игры вам предстоит контролировать Лео и Винсента, двух осуждённых заключённых, которые должны вырваться из тюрьмы и сбежать от властей. Поскольку рассказ обоих главных героев сообщается одновременно, их прогресс не может быть синхронизирован, что может привести к тому, что один игрок сможет контролировать своего героя, а другой в это время будет смотреть кат-сцену. Игроки должны сотрудничать друг с другом, чтобы продвигаться вперёд, и к каждой ситуации можно подойти по-разному, причём оба персонажа выполняют разные роли. Например, во время сцены побега в тюрьме одному игроку нужно отвлечь охранника, в то время как другому игроку нужно найти инструмент, способствующий побегу. Эти роли не фиксированы, поэтому Лео и Винсент могут поменять свои роли в другом прохождении.
Игроки могут взаимодействовать со многими неигровыми персонажами, также присутствуют варианты диалогов для игроков.

## Разработка
A Way Out разрабатывается Hazelight Studios, небольшой командой разработчиков в Швеции во главе с режиссёром Юсефом Фаресом. Команда ранее работала над игрой Brothers: A Tale of Two Sons, которая была издана компанией Starbreeze. Производство игры началось во второй половине 2014 года. Философия дизайна игры заключается в том, что команда хотела создать кооперативную игру, которая была бы уникальна и имела свои особенности. В результате команда отказалась от использования традиционного кооперативного формата drop-in и drop-out, представляющего преимущество в обычных совместных играх, и вместо этого они решили создать полноценную игру, в которой необходимо играть совместно с другим игроком. По словам Фареса, игра была его страстным проектом, и он отменил предстоящий художественный фильм, чтобы уделять больше времени работе над игрой.
Несмотря на то, что игра была сосредоточена на мультиплеере, игра была описана как «эмоциональное приключение». В результате, ролики будут воспроизводиться даже во время онлайн-игры, чтобы игроки могли понять историю другого персонажа. В игре представлены самые разнообразные последовательности геймплея от стелса до вождения, чтобы игроки ощущали разные игровые ситуации, что делало бы игру и её персонажей более интересными. Чтобы сделать двух главных героев более реалистичными, команда обеспечила, чтобы у Лео и Винсента были отличные личности и что бы у них были разные мнения и реплики, взаимодействуя с миром игры. Фарес Фарес, шведско-ливанский актёр и старший брат Юсефа Фареса, играет Лео.
Игра является частью программы EA Originals, посвящённой финансированию небольших независимых игр от компании Electronic Arts. Партнёрство осуществилось, когда Патрик Сёдерлунд, исполнительный вице-президент Electronic Arts, лично обратился к Фаресу за сотрудничеством после впечатления от Brothers: A Tale of Two Sons. EA предложила 3,7 миллиона долларов на разработку игры и дала Фаресу и его команде полный творческий контроль над развитием игры. Формирование Hazelight Studios и партнёрство между Hazelight и EA были представлены на The Game Awards 2014. Название игры и игровой процесс были раскрыты на Electronic Entertainment Expo 2017 во время пресс-конференции EA.

## Восприятие

### Отзывы критиков
| Сводный рейтинг       | Сводный рейтинг                        |
| Агрегатор             | Оценка                                 |
| --------------------- | -------------------------------------- |
| GameRankings          | - (XONE) 79,29 % - (PS4) 77,03 %       |
| Metacritic            | (PC) 78/100 (PS4) 78/100 (XONE) 79/100 |
| Иноязычные издания    |                                        |
| Издание               | Оценка                                 |
| EGM                   | 8/10                                   |
| Game Informer         | 7/10                                   |
| GameRevolution        | [ 23 ]                                 |
| GameSpot              | 6/10                                   |
| GamesRadar+           | [ 25 ]                                 |
| IGN                   | 8,3/10                                 |
| PC Gamer (US)         | 64/100                                 |
| Polygon               | 7,5/10                                 |
| Русскоязычные издания |                                        |
| Издание               | Оценка                                 |
| «IGN Россия»          | 7/10                                   |
| PlayGround.ru         | 7,5/10                                 |
| StopGame.ru           | Изумительно                            |
| «Игры Mail.ru»        | 8,5/10                                 |
| «Канобу»              | 8/10                                   |

A Way Out получила в целом положительные отзывы критиков, согласно агрегатору рецензий Metacritic.

### Продажи
В июне 2024 года студия Hazelight Studios объявила о том, что A Way Out была продана в количестве 9 млн копий.

### Награды
A Way Out получила премию BAFTA в области игр 2019 года в номинации «Лучшая многопользовательская игра».